# Общество кинокритиков Канзас-Сити
Общество кинокритиков Канзас-Сити (англ. The Kansas City Film Critics Circle (KCFCC)) — американская организация кинокритиков, основанная в 1966 году Джеймсом Лаутценхайзером, который был её президентом более 30 лет вплоть до своей смерти в 2001 году. Ежегодные награды, вручаемые обществом за выдающиеся достижения в области кинематографа, являются одними из старейших в США, присуждаемых кинокритиками, уступая лишь наградам Общества кинокритиков Нью-Йорка. Членами организации являются журналисты и киноведы печатных и электронных изданий, а также вещательных радиостанций, базирующихся в Канзас-Сити, штат Миссури, США.

## Награды общества
Ежегодно в начале января члены общества кинокритиков Канзас-Сити проводят голосование по присуждению наград в 16 категориях — за фильмы, выпущенные в прокат в предыдущем календарном году. В 2024 году была введена новая категория — премия Бастера Китона за лучший каскадёрский состав в фильме.
Категории наград включают:
- Лучший фильм
- Лучший режиссёр
- Лучший актёр
- Лучшая актриса
- Лучший актёр второго плана
- Лучшая актриса второго плана
- Лучший оригинальный сценарий
- Лучший адаптированный сценарий
- Лучшая операторская работа
- Лучшая музыка
- Лучший фильм иностранном языке
- Лучший анимационный фильм
- Лучший документальный фильм
- Премия Винса Келера за лучший научно-фантастический фильм, фэнтези или фильм ужасов
- Премия Тома По за лучший ЛГБТ-фильм
- Премия Бастера Китона за лучший каскадёрский состав в фильме